# Sohár Pál (vegyészmérnök)
Sohár Pál Miklós (Budapest, 1936. június 10. – 2025. január 19.) Széchenyi-díjas magyar vegyészmérnök, egyetemi tanár, a Magyar Tudományos Akadémia rendes tagja. Az infravörös és a mágneses magrezonancia spektroszkópia neves tudósa.

## Életpályája[2]
1955-ben kezdte meg egyetemi tanulmányait a Budapesti Műszaki Egyetem Vegyészmérnöki Karán, ahol 1959-ben szerzett vegyészmérnöki diplomát. 1962-ben védte meg egyetemi doktori disszertációját. Diplomájának megszerzése után rövid ideig a Kelenföldi Tejipari Vállalat higiénikusa volt, majd ugyanebben az évben a Gyógyszerkutató Intézet spektroszkópiai laboratóriumának vezetőjeként kezdett el dolgozni (1962-ig tudományos segédmunkatársként, majd 1969-ig tudományos munkatársként). 1970-ben az intézet spektroszkópiai munkacsoportjának vezetőjévé nevezték ki, immár tudományos főmunkatársi beosztásban. 1974-ben tudományos tanácsadója volt az intézetnek. 1980-ban átment az Egis Gyógyszergyár szerkezetkutatási önálló osztályára. Ennek vezetőjévé nevezték ki, illetve a gyárban tudományos tanácsadói beosztásba került. Itt 1990-ig dolgozott.
1975-ben az Eötvös Loránd Tudományegyetem Természettudományi Karán címzetes egyetemi tanári megbízást kapott, majd 1988-ban az intézmény másodállású egyetemi tanára lett. 1992-ben az Általános és Szervetlen Kémiai Tanszék vezetőjévé nevezték ki, ezt a tisztségét 2000-ig töltötte be. 2006-ban emeritálták. Ezenkívül 1999-ben az MTA és az ELTE közös spektroszkópiai szerkezetkutató csoportjának vezetésével is megbízták. 2007-ben kutatóprofesszori megbízást kapott. 1999 és 2002 között Széchenyi professzori ösztöndíjjal kutatott.
1968-ban védte meg a kémiai tudományok kandidátusi, 1973-ban akadémiai doktori értekezését. Ugyanebben az évben az MTA anyag- és molekulaszerkezeti munkabizottságának titkára, majd 1980-ban elnöke lett. A bizottságot 2005-ig vezette. Ezenkívül az MTA Fizikai-Kémiai és Szervetlen Kémiai Bizottságának tagja. 1980 és 1995 között a Tudományos Minősítő Bizottság, utána a Doktori Tanács tagjaként is dolgozott. 1997 és 2000 között az MTA közgyűlési képviselője volt. 2001-ben megválasztották a Magyar Tudományos Akadémia levelező, 2007-ben pedig rendes tagjává. 2001-ben a Magyar Ösztöndíj Bizottság tagja, 2008-ban a természettudományi szakkollégiumának elnöke lett.
1990 és 1999 között a Magyar Kémikusok Egyesületének alelnöke, 2002-ben az Eötvös József-ösztöndíj Közalapítvány kuratóriumának elnöke volt. 2004 és 2023 között Magyar Kémiai Folyóirat főszerkesztője volt. 1994-ben Bernáth Gáborral és Kálmán Alajossal megosztva Széchenyi-díjban részesült a szerves és gyógyszer-kémia, a spektroszkópia és röntgenkrisztallográfia területén példás együttműködéssel végzett, nemzetközileg is elismert tevékenységéért.
2016-ban a Magyar Érdemrend középkeresztjével tüntették ki.

## Munkássága
Kutatási területei az infravörös (IR) és mágneses magrezonancia (NMR) spektroszkópiája, valamint a szervetlen vegyületek szerkezete.
A spektroszkópia módszereivel a molekulák kémiai szerkezetének, valamint térszerkezeti és molekuladinamikai tulajdonságait kutatta és határozta meg. Fontosabb eredményei e téren: meghatározta a hidrogén-hidas szerkezetek infravörös jellegzetességeit, kidolgozott módszereket a sztereoizomerek megkülönböztetésére, illetve különböző spektroszkópiai paraméterek szerkezetfelderítésbeli alkalmazási lehetőségeit vizsgálta.
Több mint négyszázhúsz idegen nyelvű, kilencven magyar nyelvű tudományos közlemény szerzője vagy társszerzője. Összesen kilenc szabadalmat jegyeztetett be.

## Családja
Felesége Bándi Judit toxikológus, az Országos Élelmezés- és Táplálkozástudományi Intézet főosztályvezetője volt. Házasságukból két leány- és egy fiúgyermekük született.

## Főbb publikációi
- NH Stretching Vibration Bands at Wave Numbers Lower than 3000 cm-1 I–IV. (1964–1968)
- IR spektroszkópia (Holly Sándorral, 1968)
- IR Spectroscopic Study of Ferricinium Salts (társszerző, 1969)
- Synthesis and Antifungal Properties of Dithiocarboxylic Acid Derivatives (társszerző, 1972)
- NMR spektroszkópia I–II. (1976)
- NMR Spectroscopy I–III. (1983)
- Válogatott fejezetek a modern NMR-spektroszkópiából (1984)
- Szénrezonancia-spektroszkópia (1984)
- Absorption Spectra in the Infrared Region (sorozat, társszerző)
- Preparation of Heterocyclic Dications from Substituted Phthalazinones (társszerző, 1990)
- Syntheses and Cardiovascular Activity of Stereoisomers and Derivatives of Eburnane Alkaloids (társszerző, 1993)
- Synthesis and Structure of Methanobenzocyclooctene Derivatives (társszerző, 1998)
- 2-Substituted Indazoles. Synthesis and Antimicrobial Activity (társszerző, 1999)
- Preparation and Structure of Di-Exo-Condensed Norbornane Heterocycles (társszerző, 2004)
- Kuszmann János–Medzihradszky Kálmán–Sohár Pál: Vargha László, 1903-1971. Elhangzott: 2003. január 21.; MTA, Bp., 2006 (Emlékbeszédek az MTA elhunyt tagjai felett)
- Szerkezetvadászat spektroszkópiával a molekularengetegben. Székfoglalók a Magyar Tudományos Akadémián (2013)
- Alkonyi szerkezetnyomozás: poliheterociklusok és ferrocénvegyületek szintézise, szerkezetfelderítése és komplex nagyműszeres vizsgálata. Székfoglalók a Magyar Tudományos Akadémián (2014)
- Elveimhez hűen, konokul; Lexica, Bp., 2016 (Magyar tudósok)

## Díjai és kitüntetései
- Nívódíj a Holly Sándor társszerzőségével írt "Infravörös Spektroszkópia" című könyvért (Műszaki Könyvkiadó, 1969)
- Nívódíj a "A kémia újabb eredményei" c. sorozat "Válogatott fejezetek a modern NMR-spektroszkópiából" és "Szénrezonancia-spektroszkópia" c. 58. és 59. kötetéért (Akadémiai Kiadó, 1988)
- Széchenyi-díj (1994, Bernáth Gáborral és Kálmán Alajossal megosztva)
- Szegedi Egyetem díszdoktora (2003)
- Magyar Érdemrend középkeresztje (2016)